# لغة معالجة البيانات
(بالإنجليزية: Data Manipulation Language)‏ وهي اللغة الخاصة بالتعامل مع البيانات ذات نفسها داخل قواعد البيانات من استعلام (select) أو حذف بيانات (Delete) أو تحديث بيانات (update) أو ادخال بيانات جديدة (Insert).

## اتظر أيضًا
- عمليات إدارة البيانات

### Statements
- Select (SQL)
- Insert (SQL)
- Update (SQL)
- Delete (SQL)

### Related languages
- لغة التحكم بالبيانات
- لغة تعريف البيانات
- Data query language